# Tarsotropidus lutulentus
Tarsotropidus lutulentus är en skalbaggsart som först beskrevs av Edgar von Harold 1879.  Tarsotropidus lutulentus ingår i släktet Tarsotropidus och familjen långhorningar.
Artens utbredningsområde är:
- Angola.
- Gabon.

Inga underarter finns listade i Catalogue of Life.